# 689 (numero)
Seicentottantanove è il numero naturale dopo il 688 e prima del 690.

## Proprietà matematiche
- È un numero dispari.
- È un numero composto, con i seguenti 4 divisori: 1, 13, 53, 689. Poiché la somma dei suoi divisori (escluso il numero stesso) è 67 < 689, è un numero difettivo.
- È un numero semiprimo.
- È parte delle terne pitagoriche (111, 680, 689), (265, 636, 689), (364, 585, 689), (400, 561, 689), (689, 1320, 1489), (689, 4452, 4505), (689, 18252, 18265), (689, 237360, 237361).
- È un numero palindromo nel sistema di numerazione posizionale a base 14 (373).
- È un numero intero privo di quadrati.
- È un numero congruente.
- È un numero nontotiente in quanto dispari e diverso da 1.

## Astronomia
- 689 Zita è un asteroide della fascia principale del sistema solare.
- NGC 689 è una galassia spirale della costellazione della Fornace.

## Astronautica
- Cosmos 689 è un satellite artificiale russo.

## Altri ambiti
- 689: la strada statale 689 del Porto di Taranto (SS 689), è una strada statale italiana.